# Liste der Kulturdenkmale in Weißenborn (Zwickau)
Die Liste der Kulturdenkmale in Weißenborn (Zwickau) enthält die in der amtlichen Denkmalliste des Landesamtes für Denkmalpflege Sachsen ausgewiesenen Kulturdenkmale im Zwickauer Ortsteil Weißenborn.

## Legende
- Bild: Bild des Kulturdenkmals, ggf. zusätzlich mit einem Link zu weiteren Fotos des Kulturdenkmals im Medienarchiv Wikimedia Commons. Wenn man auf das Kamerasymbol klickt, können Fotos zu Kulturdenkmalen aus dieser Liste hochgeladen werden:
- Bezeichnung: Denkmalgeschützte Objekte und ggf. Bauwerksname des Kulturdenkmals
- Lage: Straßenname und Hausnummer oder Flurstücknummer des Kulturdenkmals. Die Grundsortierung der Liste erfolgt nach dieser Adresse. Der Link (Karte) führt zu verschiedenen Kartendiensten mit der Position des Kulturdenkmals. Fehlt dieser Link, wurden die Koordinaten noch nicht eingetragen. Sind diese bekannt, können sie über ein Tool mit einer Kartenansicht einfach nachgetragen werden. In dieser Kartenansicht sind Kulturdenkmale ohne Koordinaten mit einem roten bzw. orangen Marker dargestellt und können durch Verschieben auf die richtige Position in der Karte mit Koordinaten versehen werden. Kulturdenkmale ohne Bild sind an einem blauen bzw. roten Marker erkennbar.
- Datierung: Baubeginn, Fertigstellung, Datum der Erstnennung oder grobe zeitliche Einordnung entsprechend des Eintrags in der sächsischen Denkmaldatenbank
- Beschreibung: Kurzcharakteristik des Kulturdenkmals entsprechend des Eintrags in der sächsischen Denkmaldatenbank, ggf. ergänzt durch die dort nur selten veröffentlichten Erfassungstexte oder zusätzliche Informationen
- ID: Vom Landesamt für Denkmalpflege Sachsen vergebene, das Kulturdenkmal eindeutig identifizierende Objekt-Nummer. Der Link führt zum PDF-Denkmaldokument des Landesamtes für Denkmalpflege Sachsen. Bei ehemaligen Kulturdenkmalen können die Objektnummern unbekannt sein und deshalb fehlen bzw. die Links von aus der Datenbank entfernten Objektnummern ins Leere führen. Ein ggf. vorhandenes Icon  führt zu den Angaben des Kulturdenkmals bei Wikidata.

## Weißenborn
| Bild                                    | Bezeichnung | Lage | Datierung                                 | Beschreibung | ID       |
| --------------------------------------- | --- | --- | ----------------------------------------- | --- | -------- |
|                                         | Sachgesamtheit, bestehend aus den Einzeldenkmalen: Kirche mit Ausstattung (u. a. Holzskulptur »Anna Selbdritt« von Peter Breuer) sowie 5 Grabmale auf dem Friedhof (siehe Einzeldenkmale gleiche Anschrift – Obj. 09231312) sowie Friedhofsgestaltung (Gartendenkmal) und der Friedhofseinfriedung (Sachgesamtheitsteil) | Crimmitschauer Straße (Karte)                                                                           | 1324                                      | Ensemble von ortsgeschichtlicher und baugeschichtlicher Bedeutung. EINZELDENKMALE: Kirche: Saalkirche mit polygonalem Chor und schlankem, sehr hohen Dachreiter über polygonalem Grundriss, durch Pyramidenhelm abschließend, Das Langhaus belichtet durch hohe, neogotische Spitzbogenfenster. im Inneren zwei Gewölbejoche, Choröffnung durch Spitzbogen, Kreuzrippengewölbe mit rundem Schlussstein, an nördlicher Chorseite Sakramentsnische, Kirchenschiff mit Holzdecke. Grabmale: 1. Grabstein des Fabrikanten Andrae, Porphyrkreuz mit Natursteineinfassung, die Einfassung teilweise mit Vierpass, an der Ostseite der Kirche zwischen Querhaus und Chor, 2. Grabmal für Pfarrer D. Hermann Gocht, geb. 1862, gest. 1959 in Zwickau (Gründer des Zwickauer Taubstummenheimes), 3. Grabfeld für Verstorbene des Taubstummenheimes bestehend aus Urnen- bzw. Erbbegräbnissen mit kleinen steinernen Tafeln, die jeweils einheitlich gestaltet sind: Kreuz, Vor- und Zuname, Geburts- und Sterbedatum, 4. Grabstein für den Zwickauer Maler Karlheinz Jakob, 1929–1997, einer der bedeutendsten Maler und Grafiker der letzten 50 Jahre in Zwickau, 5. Grabstein für Anna Milda Scheffler sowie Kurt Arno Scheffler, Bürgermeister in Rente, 1879–1958 und seine Frau 1883–1940, grober Naturstein mit eingeritzter, geschwärzter Schrift u. a. Inschrift: „Die Liebe höret nimmer auf“ sowie Darstellung eines Nadelbaumes. | 09300807 |
| Direkt Bild zu diesem Denkmal hochladen | Einzeldenkmale der o. g. Sachgesamtheit: Kirche mit Ausstattung (u. a. Holzskulptur »Anna Selbdritt« von Peter Breuer) sowie 5 Grabmale auf dem Friedhof (siehe auch Sachgesamtheitsdokument gleiche Anschrift – Obj. 09300807)                                                                                          | Crimmitschauer Straße (Karte)                                                                           | 1324 (Kirche)                             | durch den 1886 nach Entwürfen des Baumeisters Mothes erfolgten Umbau maßgeblich geprägter Putzbau mit Stufengiebeln mit markantem Dachreiter von künstlerischer und baugeschichtlicher Bedeutung sowie Grabmale von stadtgeschichtlichem Wert. Kirche: Saalkirche mit polygonalem Chor und schlankem, sehr hohen Dachreiter über polygonalem Grundriss, durch Pyramidenhelm abschließend, Das Langhaus belichtet durch hohe, neogotische Spitzbogenfenster. im Inneren zwei Gewölbejoche, Choröffnung durch Spitzbogen, Kreuzrippengewölbe mit rundem Schlussstein, an nördlicher Chorseite Sakramentsnische, Kirchenschiff mit Holzdecke. Grabmale: 1. Grabstein des Fabrikanten Andrae, Porphyrkreuz mit Natursteineinfassung, die Einfassung teilweise mit Vierpass, an der Ostseite der Kirche zwischen Querhaus und Chor, 2. Grabmal für Pfarrer D. Hermann Gocht, geb. 1862, gest. 1959 in Zwickau (Gründer des Zwickauer Taubstummenheimes), 3. Grabfeld für Verstorbene des Taubstummenheimes bestehend aus Urnen- bzw. Erbbegräbnissen mit kleinen steinernen Tafeln, die jeweils einheitlich gestaltet sind: Kreuz, Vor- und Zuname, Geburts- und Sterbedatum, 4. Grabstein für den Zwickauer Maler Karlheinz Jakob, 1929–1997, einer der bedeutendsten Maler und Grafiker der letzten 50 Jahre in Zwickau, 5. Grabstein für Anna Milda Scheffler sowie Kurt Arno Scheffler, Bürgermeister in Rente, 1879–1958 und seine Frau 1883–1940, grober Naturstein mit eingeritzter, geschwärzter Schrift u. a. Inschrift: „Die Liebe höret nimmer auf“ sowie Darstellung eines Nadelbaumes. | 09231312 |
| Direkt Bild zu diesem Denkmal hochladen | Villa mit Park, Gärtnerhaus und Nebengebäude | Crimmitschauer Straße 108; 108b; 108g (Karte)                                                           | um 1900                                   | einheitlich gestaltete Anlage von großer architekturhistorischer sowie personengeschichtlicher Bedeutung. Bei dem Kulturdenkmal handelt es sich um eine Fabrikantenvilla, die mit dem Nebengebäude (sog. Winkelhaus), dem Gärtnerhaus und dem sie umgebenden Park ein Ensemble von Einzeldenkmalen im Sinne von § 2 Abs. 2 SächsDSchG bildet. Das Ensemble wurde in der Zeit um die Jahrhundertwende im Auftrag der Zwickauer Fabrikantenfamilie Andrae errichtet, die in Lichtenau eine Seilfabrik besaß. Das zweigeschossige Nebengebäude, durch seinen L-förmigen Grundriss auch Winkelhaus genannt, schließt sich in nördlicher Richtung mit geringem Abstand an die Villa an. So entsteht der Charakter eines Innenhofes zwischen Villa und Nebengebäude. Dieser ist nach Osten hin zur Erschließung geöffnet. Ursprünglich wurde das Nebengebäude als Pferdestall und Wagenremise genutzt. Im Obergeschoss befand sich vermutlich die Kutscherwohnung und im Dachgeschoss wurde Heu eingelagert. Davon zeugt die heute noch vorhandene originale Tür mit dem darüber befindlichen Heuaufzug im Bereich des turmartig ausgebildeten Teiles des Dachgeschosses. Gestalterisch bilden Haupt- und Nebengebäude eine Einheit. Dies trifft insbesondere auf die im Bereich Fassade/Dach verwendeten Materialien zu. Die Fassaden des Nebengebäudes sind geprägt durch Fenster- und Türgewände aus Betonwerkstein mit Porphyrmehlzusatz im Erdgeschoss und aufgesetztes Zierfachwerk im Obergeschoss. Das bieberschwanzgedeckte Satteldach ist auf einer Seite abgewalmt und durch mehrere kleine Dreiecksgaupen sowie einen turmartigen Dachaufbau geprägt. Das eingeschossige Gärtnerhaus mit ausgebautem Dachgeschoss befindet sich in nördlicher Richtung hinter der Villa und dem Winkelhaus, nahezu am oberen Grundstücksrand.Geprägt durch die Fachwerkkonstruktion im Obergeschoss, ein Türmchen an der Ostseite und die Fenster mit den feinversprossten Oberlichten fügt sich das Gebäude harmonisch in das Gesamtensemble ein. Kopie 1 : 1 des ursprünglichen Hauses. Villa: zweigeschossiger Putzbau über unregelmäßigem Grundriss mit Vor- und Rücksprüngen u. a. rundem Treppenhausturm mit Pyramidenhelm, polygonalem Vorbau im Erdgeschoss, darüber Balkon, Fenstereinfassungen und Architekturgestaltungselemente Kunststein pophyrfarben, Sockel Polygonmauerwerk Sandstein, sehr schöne originale, reich geschnitzte Haustür mit Glaseinsätzen und floralen Ornamenten besetzt, hohes rundbogiges Oberlicht mit Ziervergitterungen – Darstellung von Astwerk im Jugendstil, alle Fenster mit gesprossten Oberlichtern – sich kreuzende Sprossen, Fensterbankgesims, Drempel, Zierfachwerk, Zierfachwerk an den Dreiecksgiebeln und in den oberen Bereichen des Turmes – Fachwerk mit geschweiften Streben in Feldern und Fensterbrüstungen, Holzbalkone mit Leergespärre, die Dreieckgiebel mit Leergespärren, vorstehenden Pfetten und Konsolen, Biberschwanzdoppeldeckung, im sogenannten Schweizer Stil, Park: Teil des Parks erhalten, im Rest des Parks werden Einfamilienhäuser eingebettet, englische Parkanlage mit Wiesenflächen, Blickbeziehungen und ursprünglichem Gehölzbestand, auf der Parkseite der Villa polygonaler Erker, im ersten Obergeschoss als Holzerker ausgebildet mit verzierten geschnitzten Brüstungsfeldern und Feldern über den Fenstern, ebenfalls florale Ornamentik. | 09231313 |
| Direkt Bild zu diesem Denkmal hochladen | Wohnhaus in offener Bebauung, mit Garten | Crimmitschauer Straße 108a (Karte)                                                                      | 1936                                      | zweigeschossiger Putzbau in sehr gutem Originalzustand von baugeschichtlicher Bedeutung. Wohnsitz des Rechtsanwaltes Walter Frohberg, herrschaftliches Zweifamilienwohnhaus, typischer 1930er-Jahre-Bau mit Heimatstilelementen, zweigeschossig, rechteckiger Grundriss, Sockel Naturstein, Hauseingang rückwärtig, im Treppenhausbereich Bleiglasfenster mit unterschiedlichen Motiven u. a. Eulen und Hochseeschiff, Rechteckfenster in regelmäßiger Anordnung mit Fensterläden, Fensterläden mit Lamellen, mittig zur Straßenseite Terrasse – darüber Balkon auf rechteckigen Stützen mit Natursteinquadern, Balkongeländer dem Original nachempfunden, zweiflügelige Fenster mit Sprossenteilung und Oberlichtern, Walmdach vorkragend mit Schieferdeckung, mittig drei Gauben ebenfalls Walmdach weich gedeckt, Garten: naturbelassener Waldpark mit Resten der originalen Bepflanzung ohne bauliche Anlagen, Einfriedung nicht erhalten. | 09231314 |
| Direkt Bild zu diesem Denkmal hochladen | Parkanlage | Crimmitschauer Straße 115; 117 (bei) (Karte)                                                            | um 1900                                   | gut erhaltener, kleinteilig gestalteter Landschaftspark aus der Zeit um 1900 mit Teich, Wegesystem, strukturbildender Bepflanzung und Ausstattung, von gartenkünstlerischer und landschaftsgestaltender Bedeutung. kleine Parkanlage, vermutlich vom Zwickauer Gärtner Paul Lorenz (Schöpfer des Waldparks Zwickau) angelegt, ursprünglich als verbindenden Parkanlage für ein geplantes Villengebiet gestaltet, lediglich die Villa Crimmitschauer Straße 117 wurde tatsächlich umgesetzt, Weißenborner Bach in die Gestaltung einbezogen, erweitert sich zu kleinem Teich, der von zwei Stegen überbrückt wird, landschaftlich geschwungenes Wegesystem mit wassergebunder Decke, Achse aus kleiner, zum Teich hinunter führender Treppe, dieser gegenüberliegendem kleinem bastionsartigem Aussichtsplatz und nach Süden führendem Weg, Bastion flankiert von zwei kleinen Treppchen, Kaskade unterhalb der Villa Crimmitschauer Straße 117, zwei kleine grottierte Sitzplätze (ohne Bänke) im westlichen Bereich, Zufahrtsbrücke aus Holz (Holzspangenkonstruktion), große prägende Rhododendronbestände, außerdem Farne und Bergenien. | 09305797 |
| Direkt Bild zu diesem Denkmal hochladen | Wohnstallhaus und hinteres Seitengebäude eines ehemaligen Vierseithofes | Crimmitschauer Straße 116 (Karte)                                                                       | 2. H. 18. Jh.                             | schlichte Fachwerkarchitektur von ortsgeschichtlicher Bedeutung mit Erinnerungswert an die ursprüngliche Siedlungsstruktur. Taubenhaus 1996 ungenehmigt abgebrochen, Wohnstallhaus links neben der Zufahrt, giebelständig zur Straße, Fachwerkobergeschoss teilweise verputzt, erhaltenes Türportal, teilweise erhaltene Fenstergewände, einfache Fachwerkkonstruktion um 1800, Krüppelwalmdach, hinteres Seitengebäude mit Durchfahrt: Fachwerkobergeschoss, Erdgeschoss teilweise vermutlich massiv, Satteldach, Giebel verbrettert, einer der letzten Höfe, die an die ursprüngliche Dorfbebauung erinnern. | 09231315 |
| Direkt Bild zu diesem Denkmal hochladen | Villa mit bemerkenswerten Bleiglasfenstern | Crimmitschauer Straße 117 (Karte)                                                                       | 1905                                      | schlichter Putzbau in sehr gutem Originalzustand von baugeschichtlichem und künstlerischem (Bleiglasfenster) Wert. Eingeschossiger Putzbau über unregelmäßigem Grundriss mit Vor- und Rücksprüngen, Hauseingang seitlich überdacht von Walmdach, kleines polygonales Türmchen mit Welscher Haube, benachbarter Giebel mit Zierfachwerk, Biberschwanzdoppeldeckung, zahlreiche Fenster original, Erker mit Schiebefenstern, Ziervergitterung an den Kellerfenstern und im Dielenbereich, reich gegliederte Dachlandschaft mit Walm- und Krüppelwalmdächern und Schleppgauben. | 09231316 |
| Direkt Bild zu diesem Denkmal hochladen | Villa mit Gärtnerhaus, Kutscherhaus mit angebauter Remise, Brunnenhaus, Gewächshaus (Kopie) sowie der größte Teil des Parks | Crimmitschauer Straße 118b; 118c; 120h; 120g; 120k (Karte)                                              | 1906                                      | als ehem. Wohnsitz des Bergrates Dr. Alfred Wiede von personengeschichtlicher Bedeutung sowie von baugeschichtlicher und baukünstlerischer Bedeutung. eines der Fotos kleines Nebengebäude vom Nachbargrundstück, vermutlich ursprünglich auch zum Grundstück gehörend, schmuckloser eingeschossiger verputzter Ziegelbau, vielleicht teilweise mit Fachwerk, Satteldach mit Biberschwanzdeckung, in ruinösem Zustand, eventuell kleines Gartenhaus. Gärtnerhaus: kleines Nebengebäude, vermutlich ursprünglich zum Grundstück 120 gehörend, schmuckloser eingeschossiger verputzter Ziegelbau, vielleicht teilweise mit Fachwerk, Satteldach mit Biberschwanzdeckung, in ruinösem Zustand, evtl. kleines Gartenhaus | 09231317 |
| Direkt Bild zu diesem Denkmal hochladen | Villa mit Nebengebäude, Gartenhaus und Garten | Crimmitschauer Straße 127; 127a (Karte)                                                                 | 1922                                      | architektonisch anspruchsvolle Putzbauten mit markanten Fachwerkgiebeln, Werk des Zwickauer Architekten Gustav Hacault, von baukünstlerischer und bauhistorischer Bedeutung. | 09231319 |
| Direkt Bild zu diesem Denkmal hochladen | Villa mit Resten der Einfriedung | Crimmitschauer Straße 128 (Karte)                                                                       | 1916                                      | architektonisch anspruchsvolles Landhaus, für den Zwickauer Stadtrat Curt Trobsch errichtet, von baukünstlerischer und baugeschichtlicher Bedeutung. Landhaus: ein- bis anderthalbgeschossiges, teilweise zweigeschossig, unregelmäßiger Grundriss, Putzbau mit Holzverschalung der Giebel, Freitreppe zum Eingang, Eingang des Hauses zurückgesetzt mit originalen Fenstern und Türen, mehrflügelige Kastenfenster mit Sprossenteilung, teilweise Fenster mit Bleiverglasung im Obergeschoss, Fensterläden mit Verzierungen, aus der Erbauungszeit Blumenkästen, an der Südseite zwei Balkone sowie Erker auf rechteckigem Grundriss, weite Dachüberstände, Giebeldreiecke vorkragend mit verzierten Wetterbrettern, Krüppelwalm- und Walmdächer mit Biberschwanzdoppeldeckung, im Inneren sehr gute original Ausstattung, typische Elemente von Heimatstil und Schweizer Stil, an bayrische Landhäuser erinnernd, in sehr gutem Originalzustand erhalten. Einfriedung: Einfahrt mit zwei mächtigen Pfeilern und großen schmiedeeisernen verzierten Toren aus der Erbauungszeit, Zaun nicht original erhalten, Pforte ebenfalls mit Zaunpfeilern und schmiedeeiserner Eingangstür aus der Erbauungszeit. | 09231320 |
| Direkt Bild zu diesem Denkmal hochladen | Villa mit Kutscherhaus und Garten | Crimmitschauer Straße 135 (Karte)                                                                       | 1911                                      | ehemals Landhaus des Fabrikanten Carl Rudolf Gräser, Obergeschoss mit Schwarzwälder Holzschindeln verkleidet, baugeschichtlicher und baukünstlerischer Wert. Villa: eingeschossiges Gebäude auf unregelmäßigem Grundriss, Satteldach mit Biberschwanz-Kronendeckung, Sockel Naturstein, überdachter Eingangsbereich, verschiedene Fensterformate mit diagonal sich kreuzenden Sprossen in den Oberlichtfenstern, unterschiedliche Fensterformen und Fensterformate, großer Dacherker ebenfalls mit Satteldach, idyllisches in den Wald eingefügtes Landhaus, Nebengebäude: in ähnlicher Gestaltung, eingeschossig mit Drempel, Satteldach, Biberschwanz-Kronendeckung, Drempelgeschoss ebenfalls mit Schindeln, Erdgeschoss verputzt, Ziegelmauerwerk verputzt, Fensterläden erhalten, Giebelseiten Bruchstein verputzt, Garten: Reste des historischen Maschendrahtzaunes noch vorhanden, regelmäßiges Wegesystem mit vermutlich wassergebundenen Decken noch ablesbar aber überwachsen, prägender Rhododendrenbestand sowie einige wenige Nadelgehölze und Eiben aus der Anlagezeit, Störelement: Thujahecke im Norden des Gartens. | 09231322 |
| Direkt Bild zu diesem Denkmal hochladen | Sachgesamtheit: Wohnanlage Feuerbachweg der Landessiedlungsgesellschaft Sächsisches Heim, bestehend aus 12 einzügigen Wohnhäusern (alle Sachgesamtheitsteile) | Feuerbachweg 7; 12; 14; 16; 18; 20; 22; 24; 26; 28; 30; 32 (Karte)                                      | 1939                                      | Straßenzug mit Kopfbau, bestehend aus Putzbauten über rechteckigem Grundriss in gutem Originalzustand von sozialgeschichtlicher, stadtgeschichtlicher und baugeschichtlicher Bedeutung. Feuerbachweg 7: zweigeschossiger Putzbau über rechteckigem Grundriss mit Laden, Ladenfront und Sockel mit Theumaer Schiefer eingefasst, quadratische Fenster in regelmäßiger Reihung, Heimatstil, Walmdach leicht geschweift mit zwei regelmäßig angeordneten Gauben mit Satteldach, Biberschwanzkronendeckung, die Fenster vereinfachend erneuert. Feuerbachweg 12: zweigeschossiger Putzbau über rechteckigem Grundriss mit Natursteinsockel, heute Wärmedämmung, Fassadengliederung beibehalten, im Erdgeschoss quadratische Fenster mit Fensterläden, im Obergeschoss Segmentbogenfenster ohne Fensterläden, Walmdach geschweift mit zwei Gauben mit Satteldach an der Traufseite, Hauseingang auf der rückwärtigen Traufseite, der Eingang befindet sich mittig an der hinteren Traufseite. Feuerbachweg 14: gleiche Gestaltung wie das Nachbarhaus. Feuerbachweg 16–32: alle Häuser im Straßenzug weisen die gleiche Gestaltung auf. | 09231439 |
| Direkt Bild zu diesem Denkmal hochladen | Wohnhaus in offener Bebauung | Kuhbergweg 29 (Karte)                                                                                   | 1891                                      | Klinkerbau von großem städtebaulichem und baugeschichtlichem Wert. Eingeschossig mit hohem Sockelgeschoss und Drempel, roter Klinker, rechteckiger Grundriss, Segmentbogenfenster mit anders farbigen Klinkern gestalterisch betont, über dem Eingang zum UG Schlussstein bezeichnet AK 1891, an den Hausecken Natursteinquader teilweise als Bossenquader ausgebildet, an der hinteren Giebelseite Erker mit darüber befindlichem Balkon, Außenwände des Erkers in Preußischem Fachwerk, Satteldach mit imposantem Schwebegiebel, breit lagernder Schleppgaube, Haus in den Waldpark eingeordnet mit weiter Sicht in die Landschaft. | 09231287 |
| Direkt Bild zu diesem Denkmal hochladen | Sachgesamtheit Schockensiedlung: 12 Doppelwohnhäuser und Vorgärten (alle Sachgesamtheitsteile) einer Siedlung | Lilienweg 1; 3; 5; 7; 9; 11; 13; 15; 17; 19; 21; 23; 25; 27; 2; 4; 6; 8; 10; 12; 14; 16; 18; 20 (Karte) | 1925                                      | in seltener Konstruktionsweise original erhaltene Doppelwohnhäuser, von sozialgeschichtlicher und baugeschichtlicher Bedeutung. Die Siedlung wurde für die Mitarbeiter des Schockenwarenhauses durch Schocken entworfen und unter seiner Leitung großteils in Selbsthilfe durch die späteren Eigentümer gebaut. Jeweils Doppelwohnhäuser, ursprünglich Hauseingang an der vorderen Hausecke und hinten mittig direkter Ausgang in den Garten, Sockel roter Klinker, quadratischer Grundriss, Fachwerkkonstruktion mit Lehmausfachung und ca. 6 cm starker äußerer Betonvorsatzschale mit Bewährungseinlage, in regelmäßigen Abständen angeordnete senkrechte, technologisch bedingte Bretter, Maße der Bretter: 2 cm stark, Breite 10 cm, Fassadenflächen ursprünglich vermutlich mit dünnem glatt verriebenen Putz versehen, liegende Rechteckfenster jeweils vier Stück an der Straßenseite mit Fensterläden (noch teilweise erhalten), Walmdächer mit seitlich heruntergezogenen Schopfdächern im Bereich der ehemaligen Eingänge, straßen- und giebelseitig auf dem Dach ursprünglich flache Fledermausgaupen (teilweise noch vorhanden), Biberschwanzkronendeckung, jeweils parallel angeordnet zwei Schornsteine für die doppelzügigen Häuser. Die Siedlung ist komplett in ihrer Gestaltung erhalten, der Denkmalwert ergibt sich aus ihrer bau- und sozialgeschichtlichen Bedeutung. Haus Nummer 16: heute noch bester Originalzustand, dieses Haus weist noch Reste einer ursprünglich roten Farbe auf, die ursprüngliche Eingangsöffnung ist noch deutlich erkennbar, Haus Nummer 18 u. 20: Eingang straßenseitig, Eingangsbereich und Toilettenfensteranordnung erhalten (Nummer 20) Haus Nummer 21: komplett original mit Eingangsbereich in Holz und den seitlich angeordneten Toilettenfenstern mit originaler Vergitterung, Gaupen vollständig erhalten. | 09231486 |
| Direkt Bild zu diesem Denkmal hochladen | Wohnhaus in offener Bebauung | Ludwig-Renn-Straße 5 (Karte)                                                                            | 1925                                      | gut erhaltenes Holzfertigteilhaus der Hellerauer Werke in sehr gutem Originalzustand von baugeschichtlicher Bedeutung. eingeschossig mit steilem geschweiftem Satteldach, typische Holz-Fertigteilwände der Hellerauer Produktion mit den originalen Fenstern und Fensterläden, Beispiel der Fertigteilbauweise der 1920er Jahre. | 09299806 |
| Direkt Bild zu diesem Denkmal hochladen | Wohnhaus in offener Bebauung | Ludwig-Renn-Straße 7 (Karte)                                                                            | 1928                                      | gut erhaltenes Holzfertigteilhaus der Hellerauer Werke in sehr gutem Originalzustand von baugeschichtlicher Bedeutung. eingeschossig mit steilem geschweiftem Satteldach, typische Holz-Fertigteilwände der Hellerauer Produktion mit den originalen Fenstern und Fensterläden, prägender Balkon giebelseitig, Dacherker und Balkon erneuert, Beispiel der Fertigteilbauweise der 1920er Jahre. | 09230569 |
| Direkt Bild zu diesem Denkmal hochladen | Villa mit Garten | Ludwig-Richter-Straße 4 (Karte)                                                                         | 1901                                      | Putzbau mit Zierfachwerk in sehr gutem Originalzustand, von baugeschichtlicher und baukünstlerischer Bedeutung. Zweigeschossiger Putzbau auf unregelmäßigem Grundriss, mit Zierfachwerk im Eingangsbereich und dem darüber befindlichen Erker, aufwändig gestaltetes Gebäude mit reicher Dachlandschaft – Sattel- und Walm- sowie Krüppelwalmdach kombiniert, Fenster in unterschiedlichen Formaten mit sprossengeteilten Oberlichtern, originale Haustür, teilweise mit Buntglasfenstern, Sockel roter Klinker, Hofseite Wintergärten in Holz, Straßenseite mittlere Fensterachse als Fenstererker ausgebildet: Blumenfenster mit Säulen und Überdachungen, darüber im Dachbereich weiterer Fenstererker, Obergeschoss teilweise mit Holzschindeln verkleidet, Turm nicht mehr erhalten, Drempel im Giebelbereich ebenfalls Zierfachwerk, Hausecke mit halbrund ausgebildetem Erker im Erdgeschoss, im Dachbereich polygonal fortgesetzt sowie verkleidet. | 09231510 |
| Direkt Bild zu diesem Denkmal hochladen | Villa mit Einfriedung und Garten | Ludwig-Richter-Straße 10 (Karte)                                                                        | 1907                                      | Putzbau im zeittypischen Stil, von baukünstlerischer und baugeschichtlicher Bedeutung. zweigeschossiger Putzbau über annähernd rechteckigem Grundriss mit weit vorkragendem Walmdach, bemaltem Traufbereich, markanter Erker seitlich, mehrfach geteilte Fenster in unterschiedlicher Anordnung und unterschiedlicher Größe, Dach geöffnet durch großes Oberlicht (bildet keine Beeinträchtigung des Erscheinungsbildes), Biberschwanzdeckung, am Erker hölzerne Vorrichtung für Balkonkästen, Eingangsbereich mit Satteldach und Biberschwanzdeckung bedacht, Einfriedung: Einfassungsmauern mit Abdeckung bzw. Kugeln, Holzlattenzaun und Holztor nachempfunden. | 09231511 |
| Direkt Bild zu diesem Denkmal hochladen | Villa mit Einfriedung und Garten | Ludwig-Richter-Straße 11 (Karte)                                                                        | um 1905                                   | aufwändig gestalteter Putzbau mit markanter Dachlandschaft, Schwebegiebel, in sehr gutem Originalzustand, von baukünstlerischer und baugeschichtlicher Bedeutung. Annähernd über rechteckigem Grundriss, eingeschossiger Putzbau mit ausgebautem zweigeschossigen Dachgeschoss, geschweiftem Mansarddach, Schwebegiebel mit gesägten Brettern, Fenstererker aufwändig verziert mit gesprossten Oberlichtfenstern, Vorrichtungen für Balkonkästen aus Holz, Terrasse zur Straßenseite mit Balkontür, Geländer nicht original, seitlich angeordnete originale Garage mit originalem Tor, eingefasst von Bruchsteinen, weiterhin aufwändig gestaltete Fenster, Einfriedung: Steinpfeiler mit Holzzaun und Holztoren, Garten heute gestaltet mit Rhododendren und Wegen, (nicht bekannt, ob dies die originale Gestaltung ist). Villa innen: guter Originalzustand, Treppe, Parkett, Innentüren, originale Haustür mit Ziervergitterungen, Eingang überdacht mit einläufiger Treppe und Säule, Fenster alle aufgearbeitet und original, alles Kastenfenster. | 09231512 |
| Direkt Bild zu diesem Denkmal hochladen | Villa mit Einfriedung und Garten | Ludwig-Richter-Straße 12 (Karte)                                                                        | 1907                                      | markanter Putzbau mit Zierfachwerk und aufwändiger Dachgestaltung, von baukünstlerischer und baugeschichtlicher Bedeutung. Eingeschossig über unregelmäßigem Grundriss, Putzbau, an den Giebeln und am bekrönenden Turm Fachwerk, unterschiedliche Dachformen von abgewalmten- und Krüppelwalmdächern, Satteldächern mit holzverblendetem Ortgang, Biberschwanzkronendeckung, Rundbogenfenster im Erdgeschoss mehrfach gegliedert, in den Obergeschoss Rechteckfenster sprossengeteilt, erneuert, nicht ganz denkmalgerecht, teilweise Blendgiebel, sehr schöne Haustür, einflügelig, mit Eisen-Glas-Überdachung, seitlich angeordneter Treppe, zum Garten teilweise Terrasse, Einfriedung: einfache Zaunspfeiler, Holzlattenzaun und Holzpforte sowie Holztor. | 09231513 |
| Direkt Bild zu diesem Denkmal hochladen | Villa mit Einfriedung und Garten | Ludwig-Richter-Straße 13 (Karte)                                                                        | 1910                                      | einfacherer Putzbau mit Zierfachwerk in gutem Originalzustand von baugeschichtlichem Wert. Über rechteckigem Grundriss, eingeschossig, mit eingeschossigem Dachausbau, markanter großer Dacherker mit Holzschindeln verblendet und Zierfachwerk, im Erdgeschoss seitlich Erker, auch an der Giebelseite Erker, an der Giebelseite darüber Balkon, Fenster mit Fensterläden an der Giebelseite, oktogones Fenster im Giebel, vorkragendes Mansarddach, Einfriedung: einfache Mauern, Zaun ursprünglich Holzzaun, heute erneuert. | 09231514 |
| Direkt Bild zu diesem Denkmal hochladen | Villa mit Einfriedung und Garten | Ludwig-Richter-Straße 15 (Karte)                                                                        | 1906                                      | zeittypischer Putzbau mit Zierfachwerk von baugeschichtlicher Bedeutung (ohne gartenseitigem Anbau). Eingeschossig mit ausgebautem Dachgeschoss, Putzbau, hohes Kellergeschoss, heute ausgebaut und verändert, Obergeschoss Natursteineinfassung von Fenster- und Balkontüren, Fenster nachgebaut mit sprossengeteiltem Oberlicht, Giebeldreieck mit Zierfachwerk, Satteldach mit Schopf, seitlich Eingang mit einläufiger Treppe, zurückversetzt und überdacht mit originaler Haustür, Balkone erneuert sowohl an der Giebelseite als auch an der Traufseite, im Gartenbereich Anbau neu ohne Denkmalwert, Einfriedung: Zaunspfeiler und Mauer mit Holzzaun und Holztor, dem Original nachempfunden, Garten keine originale Gestaltung. | 09231515 |
| Direkt Bild zu diesem Denkmal hochladen | Villa mit Einfriedung und Garten | Ludwig-Richter-Straße 17 (Karte)                                                                        | 1924                                      | markanter Putzbau des Architekten Gustav Hacault, mit expressionistischer Ornamentik in sehr gutem Originalzustand, von baukünstlerischer und baugeschichtlicher Bedeutung. Rechteckbau, zweigeschossig, Fensterbankgesims mit Zackenfries, über den Fenstern im Erdgeschoss ebenfalls Putzband sowie Dreieck- oder Zackenverzierungen, Fenster in den unterschiedlichen Formaten, Rechteckfenster mit sprossengeteiltem Oberlicht, seitlich Hauseingang mit einläufiger Treppe, markante gegliederte Pfeiler, Glockendach geschweift mit Ochsenaugengauben sowie zwei Dachliegefenstern entstellend, Einfriedung: markante Zaunspfeiler und Brüstungsmauern überhöht, Holzzaun dem Original nachempfunden mit Sternmotiv verziert, im Garten Teile des alten Baumbestandes und Rhododendren erhalten, im Inneren gute Innenausstattung u. a. Deckenmalerei, im Erdgeschoss halbrund ausgebildetes erkerartig vorkragendes Zimmer, darüber Balkon, im Erdgeschoss vorgelagerter Balkon, im Obergeschoss Erker polygonal ausgebildet, Gartenfassade recht einfach. | 09231516 |
| Direkt Bild zu diesem Denkmal hochladen | Wohnhaus in offener Bebauung, mit Einfriedung und Garten | Ludwig-Richter-Straße 18 (Karte)                                                                        | 1936                                      | typischer Heimatstilbau in sehr gutem Originalzustand, von baugeschichtlicher und baukünstlerischer Bedeutung. Zweigeschossig, rechteckiger Grundriss, unterschiedliche Fensterformate in unterschiedlicher Reihung, Rechteckfenster, markanter Eingangsvorbau mit originalen Lampen und originaler Haustür, Obergeschoss mit Fensterband bestehend aus sieben quadratischen, mittig angeordneten Fenstern, Erker mit großen Fenstern, Fenster alle mit der Fassade bündig, Walmdach – leicht geschweift, Kranzgesims – Hohlkehlung aufgeputzt, Sockel Theumaer Schiefer – Schichtmauerwerk, einfacher Holzzaun, Pforte sowie Zaunpfosten aus Theumaer Schiefer, teilweise alter Baumbestand, im Gartenbereich der Villa vorgelagerte Terrasse – Theumaer Schiefer, in den Traditionen von Schmidt-Henner sowie des Heimatstiles gestaltet. | 09299805 |
| Direkt Bild zu diesem Denkmal hochladen | Mehrfamilienhaus in offener Bebauung | Ludwig-Richter-Straße 30 (Karte)                                                                        | 1937                                      | zeittypischer Putzbau in gutem Originalzustand von baugeschichtlichem Wert. Rechteckiger Grundriss mit Vorsprüngen an allen Seiten, Eingangsbereich mit Treppenhausvorbau, Fassade teilweise mit Naturstein verblendet, Sockel Theumaer Schiefer mit Eckquaderung, Erker, Fenster mit schmaler Natursteineinfassung, annähernd quadratische Fensteröffnungen – zweiflügelig mit Sprossenteilung, schiefergedecktes Walmdach leicht geschweift, im Inneren Türen erhalten, Haus im Wesentlichen original erhalten, beispielsweise Garagentür und Haustür original erhalten, die Fenster wurden dem Original nachempfunden. | 09232273 |
| Weitere Bilder                          | Taubstummenheim mit Vorgarten | Samuel-Heinicke-Straße 16 (Karte)                                                                       | 1913                                      | zeittypischer Putzbau in gutem Originalzustand von sozialgeschichtlicher und baugeschichtlicher Bedeutung. Vorgarten mit altem Baumbestand und teilweise erhaltener Wegeführung. | 09231588 |
| Direkt Bild zu diesem Denkmal hochladen | Ehrenhain mit Denkmal für die Gefallenen des Ersten Weltkrieges im Stadtwald Zwickau | Waldparkstraße (Karte)                                                                                  | 1929 (Ehrenhain mit Kriegerdenkmal)       | kleines Waldgebiet mit Wegen und Wiese sowie Denkmal für Gefallene des Ersten Weltkrieges, gartenkünstlerisch und ortsgeschichtlich von Bedeutung. Kleines Waldgebiet mit Wegen und Wiese sowie Denkmal für Gefallene des Ersten Weltkrieges. Denkmal: Grob behauener Stein aus Porphyrtuff mit Inschrift: „Die Stadt Zwickau ihren im 1. Weltkrieg gebliebenen Söhnen“ sowie Medaillon mit Relief (Stahlhelm). Für jeden Gefallenen wurde in diesem Waldgebiet ein Baum unterschiedlicher Art angepflanzt, so u. a. Hemlocktannen, verschiedene Eichen – Stieltraubeneiche, Onorikafichten, Ahornarten und fremdländische Gehölze. 1929 Ehrenhain für Bevölkerung zugänglich. | 09234811 |
| Direkt Bild zu diesem Denkmal hochladen | Teil des Waldparks mit drei miteinander verbundenen Teichen und kleiner Brücke (zwischen dem 1. und 2. Teich) | Waldparkstraße (Karte)                                                                                  | um 1905                                   | Teile des im 19. Jh. neu angelegten Waldparks von gartenkünstlerischer und stadtgeschichtlicher Bedeutung. Ursprünglich Forellenteiche, die bei Anlage des Waldparkes in diesen als Erholungsbereich integriert wurden. Kleine unscheinbare Brücke mit Natursteinauflagen, Eisenträger und schmiedeeisernem Geländer. | 09234839 |
| Direkt Bild zu diesem Denkmal hochladen | Brunneneinfassung, Gedenkstein des Erzgebirgsvereins Zwickau sowie Podest und Treppenanlage im Stadtwald Zwickau | Waldparkstraße (Karte)                                                                                  | 1930                                      | regionalgeschichtlich von Bedeutung. Eine Sage besagt, dass der Vogelfänger Pöllmann an dieser Stelle im Wald von einer Kreuzotter gebissen wurde und starb. Der Erzgebirgsverein Zwickau errichtete hier einen Gedenkstein mit der Inschrift: „Errichtet zur 50-Jahr-Feier vom Erzgebirgsverein Zwickau 22.6.1930 EXV“ sowie vermutlich einen Brunnen mit Quelleinfassung mit Inschrift „Bellmanns Brunnen“, weiterhin ein Podest für Veranstaltungen und eine Treppenanlage. | 09233949 |
| Direkt Bild zu diesem Denkmal hochladen | Scheune, zwei Seitengebäude und Hofpflasterung eines Vierseithofes | Weißenborner Straße 3 (Karte)                                                                           | 1856 (straßenseitiges Seitengebäude)      | original erhaltene Fachwerkbauten in markanter Lage von städtebaulicher, stadtgeschichtlicher und baugeschichtlicher Bedeutung. straßenseitiges Seitengebäude: rechteckiger Grundriss, Erdgeschoss massiv mit nachträglichen Garageneinbauten, Obergeschoss Fachwerk mit Eckstreben, einfache zweiriegelige Konstruktion mit Satteldach mit Aufschüblingen, um 1900. Scheune: eingeschossig mit Drempel, Fachwerk im Erdgeschoss älter, Drempel nachträglich aufgesetzt im 19. Jahrhundert, Satteldach, Erdgeschoss mit Streben aufgeblattet bzw. gezapft, um 1700, Lebensbaummotiv, große original erhaltene Holztore an der Hofseite. Seitengebäude Hof: zweigeschossig, rechteckiger Grundriss, Stallungen im Erdgeschoss und Remise, Obergeschoss Fachwerk, strebenreich, Türen bzw. Ladeluken im Obergeschoss, Satteldach, 2. Hälfte 18. Jahrhundert. Hofpflasterung: aus Flusskieselpflastern. Einer der besterhaltenen Bauernhöfe von Altweißenborn, daher ortsgeschichtliche Bedeutung, weil es an die ursprüngliche Dorfbebauung erinnert sowie baugeschichtliche Bedeutung auf Grund der gut erhaltenen Fachwerksubstanz. | 09231284 |
| Direkt Bild zu diesem Denkmal hochladen | Wohnstallhaus eines ehemaligen Dreiseithofes | Weißenborner Straße 8a (Karte)                                                                          | um 1800, Reste der originalen Bausubstanz | markantes Fachwerk-Wohnhaus (fast vollständige Kopie), von ortsgeschichtlicher Bedeutung. zweigeschossig, längsrechteckiger Grundriss, Erdgeschoss im Stubenbereich Garageneinbauten, Fachwerk-Obergeschoss mit Eckstreben und mittleren Strebenverbindungen gezapft, heute mit Lehmausfachung, Giebel verschiefert 2002, Satteldach Biberschwanzdeckung neu, drei neue große Gauben mit Satteldach, passen sich aber relativ gut ein, Fenster kleinteilig mit aufgesetzten Sprossen vorbildgerecht erneuert, Fachwerk fast vollständig erneuert – vom Originalbestand blieb auf Grund des schlechten Bauzustandes so gut wie nichts übrig, das Gebäude ist eine fast hundertprozentige Kopie. Dadurch, dass es sich hierbei jedoch um einen der letzten ländlichen Bauten des alten Dorfkerns von Altweißenborn handelt, verbleibt das Gebäude auf Grund der sich daraus ergebenden ortsgeschichtlichen Bedeutung in der Denkmalliste. | 09231285 |
| Direkt Bild zu diesem Denkmal hochladen | Wohnstallhaus und Scheune eines ehemaligen Dreiseithofes | Weißenborner Straße 10 (Karte)                                                                          | um 1800                                   | traditionelle ländliche Bauten, teilweise stark erneuert von ortsgeschichtlicher Bedeutung. Wohnstallhaus: komplette Kopie, nur im Erdgeschoss noch Reste des Bruchsteinmauerwerkes, Fachwerk-Obergeschoss komplett dem Original nachempfunden, erneuert, Satteldach geschweift mit Aufschüblingen, wichtig als letzte traditionelle ländliche Bauten in der Ortslage Altweißenborn, Wohnstallhaus fast zu fast 100 % Kopie. Scheune: eingeschossig, Fachwerkstreben gezapft, originales verziertes Holztor zweiflügelig, Satteldach mit Handstrichbibern, Doppeldeckung. | 09231286 |